# Glishorn
Le Glishorn est un sommet des Alpes valaisannes en Suisse. La montagne culmine à 2 524 mètres d'altitude et surplombe la ville de Brigue. Le dénivelé entre la vallée et la croix sommitale est de 1 800 mètres.
L'ascension peut se faire depuis Brig-Holzji de deux côtés : via le Nesseltal ou via le lieu-dit de Eschl. Il est également possible de relier le col du Simplon depuis le sommet véritable, qui lui ne comporte pas de croix : celle-ci se trouve sur un rebord ne se situant pas au point culminant.